# 한세대학교
한세대학교(韓世大學校, Hansei University)은 대한민국의 기독교계 사립 대학으로, 경기도 군포시에 있다. 1953년 여의도순복음교회 재단에서 설립된 이후 1985년 대학학력 인정교로, 1998년부터 한세대학교로 교명을 바꾸고 종합대학교로 바뀌었다. 부설연구소로 영산글로벌신학연구소가 있으며 영산신학저널이 발행되고 있다. 보수적인 공교회주의 계열의 오순절주의 교단인 기독교대한하나님의성회 신학대학원이 있는 대학이기도 하다.

## 연혁

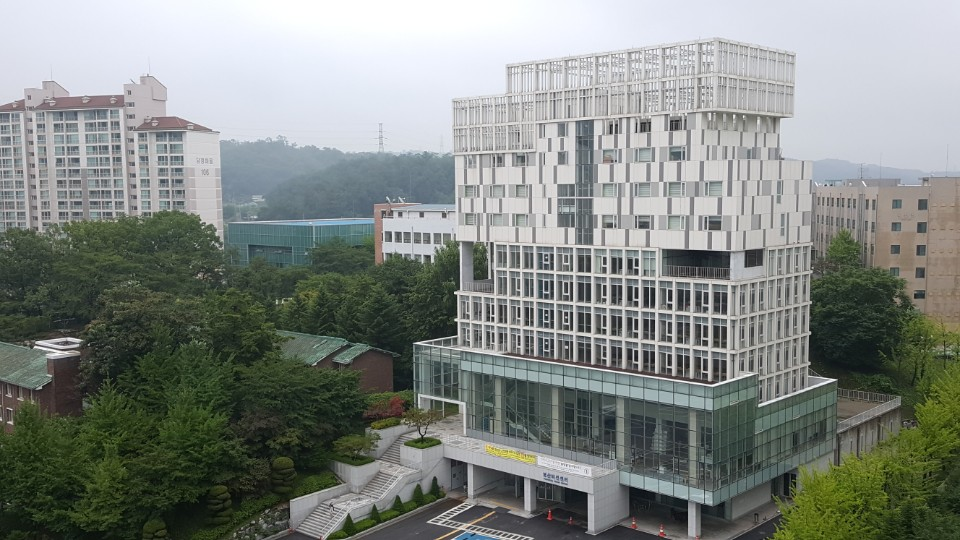
한세대학교 영산비전센터

- 1953년 5월 10일 : 미국하나님의 성회 교단 순복음신학교 설립
- 1960년 4월 19일 : 서울특별시 서대문구 교사에서 은평구 교사로 이전
- 1979년 2월 16일 : 경기도 군포시 당정동 교사로 이전
- 1985년 1월 8일 : 4년제 대학학력인정교로 개편
- 1990년 11월 28일 : 순복음신학대학으로 승격
- 1991년 11월 2일 : 신학대학원 신설
- 1992년 11월 13일 : 순신대학교로 교명 변경
- 1995년 9월 28일 : 음악관 준공
- 1997년 9월 4일 : 한세대학교로 교명 변경
- 1998년 2월 19일 : 학생복지관 준공
- 1999년 9월 10일 : 본관 및 대강당 준공
- 2006년 5월 17일 : 한세한국어학당 개원
- 2006년 9월 27일 : 산학연 컨소시엄센터 개소
- 2013년 2월 5일 : 청년취업 맞춤형 사업 우수대학 선정(경기도), 대학취업지원관 사업 우수대학 선정(고용노동부)
- 2013년 11월 4일 : 개교 60주년

## 교육편제
다음은 2019년 기준, 한세대학교의 학위 과정 일람이다.

### 학부
2025년 기준, 한세대학교 학부 과정은 아래와 같다.
| 신학과                    | 인문·사회과학부                                                                       | IT학부                                                         |
| ------------------------- | ------------------------------------------------------------------------------------- | -------------------------------------------------------------- |
| - 신학과                  | - 미디어광고학과 - 국제경영학과 - 경찰행정학과 - 국제관광학과 - 영어학과 - 중국어학과 | - 전자소프트웨어학과 - ICT융합학과 - 산업보안학과              |
| 예술학부                  | 간호복지학부                                                                          | 디자인학부                                                     |
| - 음악학과 - 공연예술학과 | - 간호학과 - 사회복지학과                                                             | - 시각정보디자인학과 - 실내건축디자인학과 - 섬유패션디자인학과 |

### 대학원
한세대학교는 일반대학원 1개원과, 특수대학원 9개원을 설치하여 석·박사 과정을 제공하고 있다.
- 일반대학원(一般大學院)
- 특수대학원(特殊大學院)
  - 영산신학대학원
  - 피아노폐다고지대학원
  - 간호복지대학원
  - 경찰법무대학원
  - 심리상담대학원
  - 보건융합대학원
  - 산업보안안전대학원
  - 합창지휘대학원
  - 공연예술대학원

## 캠퍼스 풍경

한세대학교 신학관
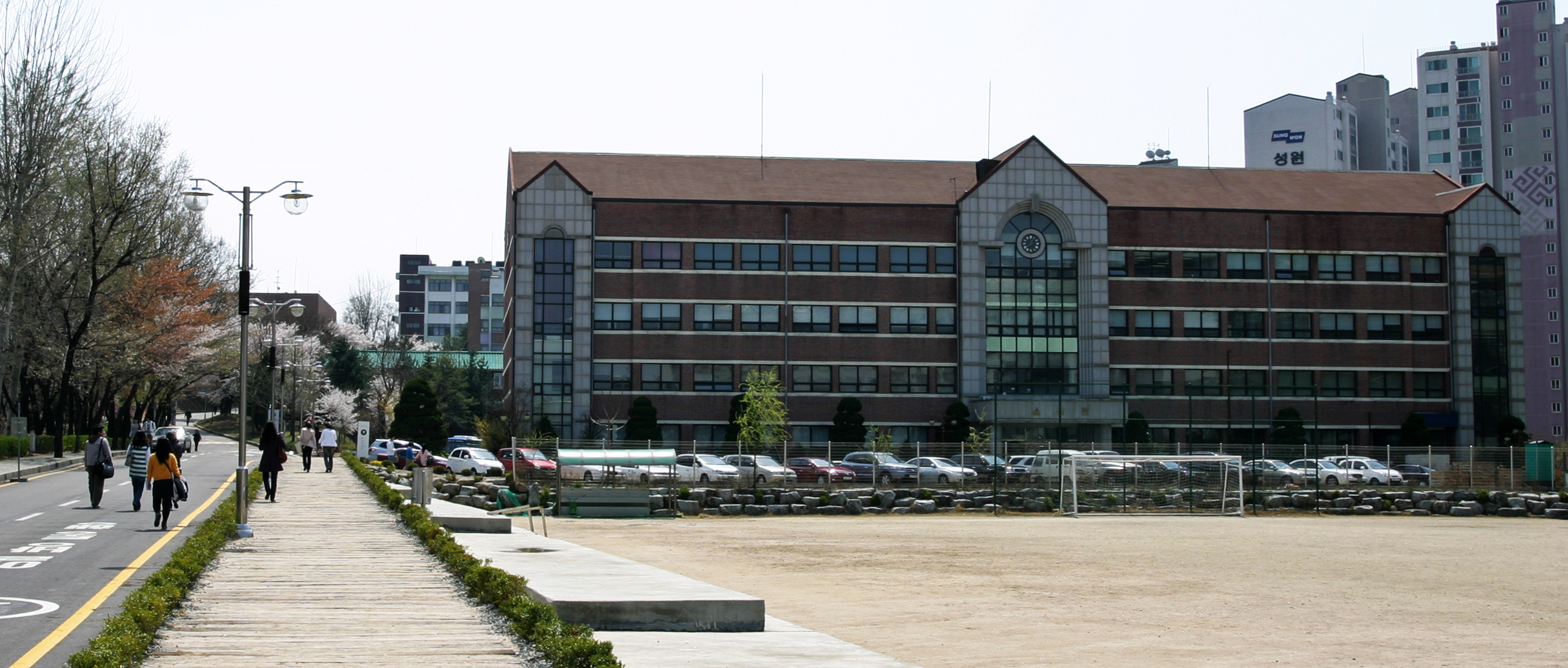
한세대학교 음악관

## 같이 보기
- 대한민국의 교육